# 猴马蛛
猴马蛛（学名：Hippasa holmerae）又名猴馬蛛或長疣狼蛛，为狼蛛科马蛛属的蜘蛛，模式產地位於緬甸，亦分布於印度北部至東部、孟加拉中南部、中國華南（雲南、廣西、廣東、湖南、江西、福建）、香港、臺灣、泰國、寮國、菲律賓、馬來西亞及新加坡。